# Arctosa camerunensis
Arctosa camerunensis Roewer, 1960 è un ragno appartenente alla famiglia Lycosidae.

## Etimologia
Il nome proprio della specie deriva dalla nazione in cui sono stati rinvenuti gli esemplari, il Camerun, e dal suffisso latino -ensis, che significa: presente, che è proprio lì.

## Caratteristiche
L'epigino è di forma piatta e subtriangolare, alquanto largo, e delimitato sul davanti da due setti mediani tra loro separati, i cui bordi laterali sono a forma di S.
Le femmine hanno il bodylenght (prosoma + opistosoma) di 8 millimetri (3,5 + 4,5).

## Distribuzione
La specie è stata reperita nel Camerun settentrionale: nei pressi della città di Ngaoundéré.

## Tassonomia
Al 2016 non sono note sottospecie e dal 1960 non sono stati esaminati nuovi esemplari.